# リントナー・エーヴァ
リントナー・エーヴァ（ハンガリー語: Lindner Éva、1926年2月24日 - 2016年8月19日）は、ハンガリー、ブダペスト出身のフィギュアスケート選手（女子シングル）。1948年サンモリッツオオリンピックハンガリー代表。
旧姓はサーリ・エーヴァ（ハンガリー語: Saáry Éva）。

## 主な戦績
| 大会/年          | 1945-46 | 1947-48 | 1950-51 | 1951-52 |
| ---------------- | ------- | ------- | ------- | ------- |
| オリンピック     |         | 21      |         |         |
| 欧州選手権       |         | 14      |         |         |
| ハンガリー選手権 | 1       |         | 1       | 1       |